# 트라이메틸실란올
트라이메틸실란올(Trimethylsilanol)은 트라이메틸실릴기와 하이드록시기가 결합한 물질로, 표면에 소수성 코팅을 하는데 쓰인다. 매직샌드를 만들때도 쓰인다.